# وینترز ۱۵۱۱۱
سیارک ۱۵۱۱۱ (به انگلیسی: 15111 Winters، نامگذاری:2000CY92) پانزده هزار و صد و یازدهمین سیارک کشف شده‌است که در ۶ فوریه ۲۰۰۰ کشف شد.
قدر مطلق سیارک برابر ۱۷.۰ است.